# Dinar de Yemen del Sur
El dinar (en árabe: دينار) fue la moneda de Yemen del Sur entre 1965 y 1990. Cada dinar se subdividía en mil fils (فلس). Después de la unificación de Yemen, esta moneda circuló durante varios años hasta perder su curso legal el 11 de junio de 1996.

## Historia
El dinar de Yemen del Sur fue sustituido luego de la reunificación por el rial yemení. El tipo de cambio era de 1 dinar = 26 riales. Los billetes de esta moneda preservaron su curso legal hasta 1996.

## Monedas
En 1965, las monedas (con fecha de 1964) se introdujeron con el texto "Arabia del Sur" en denominaciones de 1, 5, 25 y 50 fils. La moneda de 1 fils fue hecha en aluminio, la de 5 fils de bronce y las más altas denominaciones en cuproníquel. En 1971, las monedas fueron emitidas con el nombre de "Yemen Democrático", luego se cambió por "República Democrática Popular del Yemen" en 1973. Ese año, se emitió la moneda de 2 ½ fils, seguida por monedas de 10 fils de aluminio y monedas sde 100 y 250 fils de níquel en 1981.

### Primera Serie
| Denominación | Emisión   | Material     | Forma    |
| ------------ | --------- | ------------ | -------- |
| 1 Fils       | 1965-1971 | Aluminio     | Circular |
| 5 Fils       | 1965-1971 | Bronce       | Circular |
| 25 Fils      | 1965-1971 | Cupro-Níquel | Circular |
| 50 Fils      | 1965-1971 | Cupro-Níquel | Circular |

### Segunda Serie
| Denominación | Emisión   | Material                  | Forma      |
| ------------ | --------- | ------------------------- | ---------- |
| 2,5 Fils     | 1973-1990 | Aluminio                  | Circular   |
| 5 Fils       | 1971-1990 | Bronce, luego en Aluminio | Circular   |
| 10 Fils      | 1981-1990 | Aluminio                  | Festoneada |
| 25 Fils      | 1976-1990 | Cupro-Níquel              | Circular   |
| 50 Fils      | 1976-1990 | Cupro-Níquel              | Circular   |
| 100 Fils     | 1981-1990 | Níquel                    | Octagonal  |
| 250 Fils     | 1981-1990 | Níquel                    | Circular   |

## Billetes
En el año 1965, la autoridad monetaria árabe del sur introdujo billetes de 500 fils, 1, 5 y 10 dinares. En 1984, el Banco de Yemen puso en circulación nuevos billetes de quinientos fils, un dinar, cinco dinares, y diez dinares.